# Наумов, Фёдор Васильевич
Фёдор Васи́льевич Нау́мов  (1692—1757) — русский государственный деятель из рода Наумовых, действительный тайный советник, сенатор, член Ревизион-коллегии, генерал-полицмейстер Санкт-Петербурга (1740—1744). 
Владелец обширных поместий в губерниях Нижегородской (Ветлуга, Помра и др.) и Московской (Киясово, Ляхово и др.).

## Биография
Родился в 1692 году. Получил домашнее образование. С 1708 года служил в московском Судном приказе; с 1711 года был адъютантом Я. Ф. Долгорукова, возглавлявшего кригс-комиссариат (см. Кригс-комиссариат в Викитеке). С 1717 года — ревизор-кригскомиссар. 
В 1719 году Наумов был возведён в статские советники, а после смерти Петра I назначен в 1726 году в Москву — членом Комиссии о коммерции и 16 августа назначен в Сенат. В 1727 году был пожалован в действительные статские советники; в 1727—1728 годы был министром-советником при гетмане Данииле Павловиче Апостоле. 
После возвращения в Петербург 12 июля 1728 года был награждён орденом Св. Александра Невского и пожалован в тайные советники.
В 1730 году был отправлен на строительство Ново-Закамской (Черемшанской) линии крепостей. 
В 1737 году вернулся в Москву и был назначен главным судьёй Судного приказа, а в 1738 году — петербургским вице-губернатором. 
В 1739 году принял участие в суде над князьями Долгоруковыми и Артемием Волынским 
В 1740 году был произведён в генерал-лейтенанты и назначен петербургским генерал-полицмейстером.

## Деятельность в Санкт-Петербурге
Большую часть усилий Наумову пришлось тратить на восстановление фактически разогнанного в 1740 году штата столичной полиции. Обязанности «стражей порядка» в этот период выполняли солдаты столичного гарнизона, которые не слишком-то уважительно относились к генерал-полицмейстеру. Историк Н. М. Голь пишет, что в архиве сохранилась жалоба на Наумова 

касающаяся проезда по мосту через Неву… Мост был платный… Наумов платить отказался — неловко как-то главному над городом начальнику в этом же городе в казну еще заплатить. Сенат дал специальное разъяснение: бесплатно через мост пропускаются лишь дворцовые курьеры, участники официальных церемоний, члены царствующей фамилии и лица, едущие на пожар. А Наумов ехал не на пожар. Так что пришлось ему платить.

- Ввёл запрет на кулачные бои.
- Издал приказ: не иметь в домах на центральных улицах битых оконных стёкол.
- Предложил использовать участок перед Зимним дворцом под пастбище для коров дворцовой фермы.
- Кроме того, генерал-полицмейстер возобновил отлов нищих, борьбу с преступностью и, наконец, надзор за казённым строительством.

17 декабря 1744 года Фёдор Васильевич Наумов был снят со своей должности, однако сохранил за собой звание сенатора до 1753 года, когда подал в отставку и получил от императрицы в качестве «прощального подарка» чин действительного тайного советника с соответствующей пенсией. Московский некрополь сообщает, что он умер 27 октября (7 ноября) 1757 года генерал-поручиком и был похоронен в Крестовоздвиженском мужском монастыре в Казанской церкви.
Наумов был одним из постоянных благотворителей Успенского Брусенского женского монастыря: построил вокруг монастыря кирпичную ограду; пожертвовал обители земли в окрестностях Коломны.

## Семья
От брака с Марией Михайловной, дочерью сенатора М. М. Самарина, имел единственную дочь Анну (1740—1796), которая стала женой ветреного князя Андрея Белосельского, жившего почти постоянно за границей. Наскучив жизнью с мужем в Париже, она вернулась в Москву, где попала под влияние братьев Салтыковых, пользовавшихся в московском обществе не лучшей репутацией. По характеристике А. Т. Болотова, княгиня Белосельская была «ума не совсем острого, а несколько простовата, хотя с другой стороны очень добродушна».
За Марией Михайловной числилось «сельцо Ивахнино с полусельцом Вышние Горки и полудеревней Нижние Горки», вошедшие позднее во владение сенатора А. А. Писарева — Горки.